# Guselli
Guselli (I Gusei in dialetto piacentino e ligure) è una frazione del comune italiano di Morfasso, in provincia di Piacenza, posta in cima all'omonimo valico, sullo spartiacque fra la val Chero e la val d'Arda.
La frazione è diventata nota per essere stata teatro, durante la seconda guerra mondiale, di un'imboscata da parte dei nazisti e della divisione Turkestan nei confronti di un gruppo di partigiani, culminata con l'uccisione di venticinque di essi e la cattura di altri dieci.

## Storia

### L'eccidio del 4 dicembre 1944
Nella mattinata del 4 dicembre 1944 una colonna di circa settanta militari appartenenti alla divisione Turkestan, senza mezzi a motore, proveniente da Bettola e diretta a Morfasso, supera la località di Prato Barbieri e si attesta ai Guselli, spargendosi nelle case alla ricerca di cibo. Notata una colonna partigiana proveniente da Morfasso, viene predisposto un agguato collocando alcune mitragliatrici in luoghi defilati della località.
Alle 9.30, i primi partigiani, arrivati a bordo di una motocicletta, vengono bloccati e fatte prigionieri senza spargimenti di sangue. Due ore più tardi, il grosso della colonna partigiana, composta da alcune auto, da un Fiat 626 adattato ad ambulanza e da un Fiat 666, vengono sorpresi dal fuoco delle mitragliatrici: dei circa sessanta partigiani presenti sui vari veicoli venticinque vengono uccisi nei combattimenti sul posto e dieci vengono fatti prigionieri: di questi ultimi due verranno rilasciati il giorno successivo, uno riuscirà a fare ritorno da un campo di prigionia in Germania, dove invece morirono gli altri sette catturati. Considerando anche i morti dei combattimenti dei giorni successivi, il bilancio totale è di quarantaquattro partigiani uccisi.

## Monumenti e luoghi d'interesse
Stele ai partigiani caduti al passo dei GuselliMonumento posto immediatamente prima dell'entrata della frazione, verso Morfasso, e dedicato ai caduti partigiani del 4 dicembre 1944. È formato da una lastra bronzea rettangolare con l'indicazione della data dell'episodio e dei nominativi dei 33 caduti. La lastra, che poggia su un basamento cementizio, è sormontata da una croce in ferro. Ai lati e sul retro della lastra si trovano tre grandi pietre che la circondano, insieme ad una catena in ferro che collega tre piccoli pilastri in cemento a forma di parallelepipedo. In posizione centrale davanti alla lastra si trova una lampada votiva.

## Infrastrutture e trasporti
Guselli è raggiunta dalla strada provinciale 14 di Val Chero, proveniente da Carpaneto Piacentino e dalla strada provinciale 15 di Prato Barbieri che collega la località con Bettola e con Morfasso.
La frazione è servita dalla linea autobus extraurbana E29 Bettola-Groppoducale-Guselli, operata da Seta.